# Conostephium pungens
Conostephium pungens är en ljungväxtart som beskrevs av Gregory John Keighery. Conostephium pungens ingår i släktet Conostephium, och familjen ljungväxter. Inga underarter finns listade i Catalogue of Life.